# Sueglio
Sueglio – miejscowość i gmina we Włoszech, w regionie Lombardia, w prowincji Lecco.
Według danych na rok 2004 gminę zamieszkiwały 172 osoby, 43 os./km².